# Висоцьк (Ковельський район)
Висо́цьк — село в Україні, у Вишнівській сільській громаді Ковельського району Волинської області. Населення становить 281 осіб.

## Клімат
Клімат у Висоцьку помірно-континентальний, із м'якою зимою і теплим літом, затяжною весною та осінню. Середньорічна кількість опадів — 595—605 мм. У теплий період року випадає до 70 % опадів. Переважають західні вітри. Середня температура січня −4,4 °C, липня +18,6-18,8 °C.

## Історія
У 1906 році село Бережецької волості Володимир-Волинського повіту Волинської губернії. Відстань від повітового міста 45  верст, від волості 10. Дворів 82, мешканців 596.
До 23 грудня 2016 року село підпорядковувалось Штунській сільській раді Любомльського району Волинської області.
17 липня 2020 року, в результаті адміністративно-територіальної реформи та ліквідації Любомльського району, село увійшло до складу Ковельського району.

## Етнічні чистки
6 вересня 1943 року загін Армії Крайової під командуванням поручника Казимира Філіповича «Корда» пограбував та спалив село. Загалом загинуло 34 мирні українські мешканці.

## Населення
Згідно з переписом УРСР 1989 року чисельність наявного населення села становила 316 осіб, з яких 132 чоловіки та 184 жінки.
За переписом населення України 2001 року в селі мешкала 281 особа.

### Мова
Розподіл населення за рідною мовою за даними перепису 2001 року:
| Мова       | Відсоток |
| ---------- | -------- |
| українська | 99,29 %  |
| гагаузька  | 0,36 %   |
| російська  | 0,36 %   |

## Відомі люди
У Висоцьку народився Остапюк Дмитро Олександрович — відомий волинський краєзнавець, активіст пам'яткоохоронної справи, вчитель історії, дослідник археологічних пам'яток, організатор і активіст музейництва на теренах Любомльського району.
У Висоцьку народився Жупко Микола Янушович — відомий український фізик, теоретик мікрохвильової функції високооктанових сполук, організатор першої стільникової мережі у Європі.